# Ƥ
Das Ƥ (kleingeschrieben ƥ) ist ein Buchstabe des lateinischen Schriftsystems. Er besteht aus einem P mit einem Haken, der wahlweise links oder rechts angebracht werden kann. Der Buchstabe wird für einige afrikanische Sprachen wie z. B. Serer verwendet. Der Kleinbuchstabe ƥ stellte früher im internationalen phonetischen Alphabet den stimmlosen bilabialen Implosiv dar, der Buchstabe wurde aber inzwischen abgeschafft.

## Darstellung auf dem Computer
Mit LaTeX kann das Ƥ mit Hilfe der fc-Schriften dargestellt werden. Die zugehörigen Befehle sind \m P für das große und \m p für das kleine Ƥ.
Unicode enthält das Ƥ an den Codepunkten U+01A4 (Großbuchstabe) und U+01A5 (Kleinbuchstabe).